# Lockeridge
Lockeridge – wieś w Anglii, w hrabstwie Wiltshire. Leży 38 km na północ od miasta Salisbury i 116 km na zachód od Londynu. Miejscowość liczy 1649 mieszkańców.